# Samira Bensaïd
Samira Bensaïd (سميرة سعيد) er en marokkansk sanger, som repræsenterede Marokko ved Eurovision Song Contest 1980 med sangen "Bitaqat Hub".